# Skilanglauf-Weltcup 1977/78
Der Skilanglauf-Weltcup 1977/78 war eine von der FIS organisierte Wettkampfserie. Der Weltcup begann am 15. Dezember 1977 in Telemark und endete am 11. März 1978 in Oslo. Der Weltcup wurde versuchsweise und damit inoffiziell ausgetragen. Weltcuppunkte erhielten die Athleten auf den Plätzen 1 bis 20 (Platz 1 = 26 Punkte, Platz 2 = 22 Punkte, Platz 3 = 19 Punkte, Platz 4 bis Platz 20 absteigend 17 Punkte bis 1 Punkt).  Für die Einzelwertung wurden die besten sechs Platzierungen für die Gesamtwertung gewertet, es ergaben sich sechs Streichresultate. Die Gesamtwertung gewann Sven-Åke Lundbäck.

## Männer

### Podestplätze Männer
| Datum                                | Austragungsort | Disziplin         | Sieger                                                                      | Zweiter                                                        | Dritter                                                               |
| ------------------------------------ | -------------- | ----------------- | --------------------------------------------------------------------------- | -------------------------------------------------------------- | --------------------------------------------------------------------- |
| 15.12.1977                           | Telemark       | 15 km             | Heikki Torvi                                                                | Jorma Kopra                                                    | Jim Galanes                                                           |
| 17.12.1977                           | Davos          | 15 km             | Thomas Wassberg                                                             | Sven-Åke Lundbäck                                              | Magne Myrmo                                                           |
| 18.12.1977                           | Davos          | 3 × 10 km Staffel | SchwedenSven-Åke Lundbäck Benny Södergren Thomas Wassberg                   | NorwegenKjell Jakob Sollie Lars Erik Eriksen Magne Myrmo       | FinnlandPertti Teurajärvi Juha Mieto Juhani Repo                      |
| 10.01.1978                           | Kastelruth     | 30 km             | Giulio Capitanio                                                            | Christo Barsanow                                               | Józef Łuszczek                                                        |
| 14.01.1978                           | Reit im Winkl  | 15 km             | Sven-Åke Lundbäck                                                           | Lars Erik Eriksen                                              | Juhani Repo                                                           |
| 15.01.1978                           | Reit im Winkl  | 3 × 10 km Staffel | Schweden ISven-Åke Lundbäck Thomas Wassberg Erik Wäppling                   | Schweden IIBenny Södergren Christer Johansson Thomas Magnusson | FinnlandHeikki Torvi Juhani Repo Juha Mieto                           |
| 18.01.1978                           | Ramsau         | 30 km             | Thomas Wassberg                                                             | Giulio Capitanio                                               | Gert-Dietmar Klause                                                   |
| 21.01.1978                           | Le Brassus     | 15 km             | Jean-Paul Pierrat                                                           | Józef Łuszczek                                                 | Odd Martinsen                                                         |
| 22.01.1978                           | Le Brassus     | 3 × 10 km Staffel | Schweden ISven-Åke Lundbäck Benny Södergren Thomas Wassberg                 | Schweden IIErik Wäppling Thomas Magnusson Christer Johansson   | FrankreichRoland Jeannerod Daniel Drezet Jean-Paul Pierrat            |
| 32. Nordische Skiweltmeisterschaften |                |                   |                                                                             |                                                                |                                                                       |
| 19.02.1978                           | Lahti          | 30 km             | Sergei Saweljew                                                             | Nikolai Simjatow                                               | Józef Łuszczek                                                        |
| 21.02.1978                           | Lahti          | 15 km             | Józef Łuszczek                                                              | Jewgeni Beljajew                                               | Juha Mieto                                                            |
| 26.02.1978                           | Lahti          | 50 km             | Sven-Åke Lundbäck                                                           | Jewgeni Beljajew                                               | Jean-Paul Pierrat                                                     |
| 04.03.1978                           | Falun          | 30 km             | Magne Myrmo                                                                 | Asko Autio                                                     | Oddvar Brå                                                            |
| 05.03.1978                           | Falun          | 4 × 10 km Staffel | SchwedenThomas Magnusson Sven-Åke Lundbäck Christer Johansson Erik Wäppling | NorwegenLars Erik Eriksen Magne Myrmo Tore Gullen Ove Aunli    | TschechoslowakeiJiří Švub Jiří Beran František Šimon Stanislav Henych |
| 09.03.1978                           | Oslo           | 15 km             | Juha Mieto                                                                  | Sven-Åke Lundbäck                                              | Maurilio De Zolt                                                      |
| 11.03.1978                           | Oslo           | 50 km             | Matti Pitkänen                                                              | Magne Myrmo                                                    | Juhani Repo                                                           |

### Weltcupstände Männer
| Endstand (Top 10) |                   |        |
| \| Rang \| Name \| Punkte \| \| ---- \| ----------------- \| ------ \| \| 1 \| Sven-Åke Lundbäck \| 124 \| \| 2 \| Lars Erik Eriksen \| 102 \| \| 3 \| Magne Myrmo \| 96 \| \| 4 \| Thomas Wassberg \| 86 \| \| 5 \| Giulio Capitanio \| 84 \| \| 5 \| Juha Mieto \| 84 \| \| 7 \| Józef Łuszczek \| 80 \| \| 8 \| Maurilio De Zolt \| 77 \| \| 9 \| Jean-Paul Pierrat \| 59 \| \| 9 \| Juhani Repo \| 59 \| |                   |        |
| Rang | Name              | Punkte |
| 1 | Sven-Åke Lundbäck | 124    |
| 2 | Lars Erik Eriksen | 102    |
| 3 | Magne Myrmo       | 96     |
| 4 | Thomas Wassberg   | 86     |
| 5 | Giulio Capitanio  | 84     |
| 5 | Juha Mieto        | 84     |
| 7 | Józef Łuszczek    | 80     |
| 8 | Maurilio De Zolt  | 77     |
| 9 | Jean-Paul Pierrat | 59     |
| 9 | Juhani Repo       | 59     |